# Siegfried Friedrich Kasimir zu Castell-Rüdenhausen
Siegfried Friedrich Kasimir Adolf Kuno Erbgraf zu Castell-Rüdenhausen (* 17. März 1860 in Rüdenhausen; † 2. Februar 1903 in Santiago de Chile, Chile) war ein deutscher Jurist und Diplomat.

## Leben
Als Sohn des Fürsten Wolfgang zu Castell-Rüdenhausen geboren, studierte Siegfried zu Castell-Rüdenhausen nach dem Besuch des Gymnasiums in Büdingen Rechtswissenschaften in Straßburg, München, Brüssel und Würzburg. Während seines Studiums wurde er 1883 Mitglied der Burschenschaft Adelphia Würzburg. Nachdem er 1886 seine Zweite Juristische Staatsprüfung abgelegt hatte, ging er 1888 in den konsularischen Dienst, zunächst in der Rechts- später in der Handels- und Konsularabteilung. 1890 wurde er Vizekonsul am Generalkonsulat in New York und 1891 am Konsulat Alexandria, bevor er 1893 als Kommissarischer Verwalter des Konsulats in Kairo eingesetzt wurde. In seiner diplomatischen Laufbahn ging er 1894 an die Gesandtschaft in Teheran und wurde 1896 Legationssekretär in Tanger. 1897 wurde er Legationsrat an der Botschaft in Madrid, bevor er 1898 Erster Sekretär an der Botschaft in London wurde. Im selben Jahr wurde er an die Deutsche Botschaft in Rom versetzt und wurde 1901 Gesandter in Santiago de Chile sowie bevollmächtigter Minister des Deutschen Reiches in Chile; ebenso in Guatemala.